# Deutscher Tourenwagen Cup
La Deutscher Tourenwagen Cup, precedentemente nota come ADAC Procar Series, è stata un campionato automobilistico riservato alle vetture turismo. È stato organizzato dalla ADAC dal 1995 al 2015 e si svolgeva prevalentemente in Germania.

## Storia
Il campionato è stato fondato nel 1995 come Deutsche Tourenwagen Challenge (DTC). Nei primi anni la Hotfiel Sport, scuderia specializzata nell'uso di Ford, ha avuto una forte presenza nel campionato, riuscendo a vincerlo nel 2002 con Thomas Klenke.
Nel 2004 la serie è stata rinominata DMSB Produktionswagen Meisterschaft e ha organizzato alcune gare insieme all'ETCC.
Nel 2005 il regolamento tecnico è stato rivoluzionato con l'introduzione delle specifiche Super 2000 per le vetture della Divisione 1. Mathias Schläppi su MG ZS della Maurer Motorsport ha dominato il campionato, vincendo 12 gare su 16. Nel 2006 la Maurer Motorsport ha acquistato una Chevrolet Lacetti al posto della MG ZS e ha ingaggiato l'ex pilota BTCC Vincent Radermecker, mentre Schläppi è stato ingaggiato dalla scuderia TFS-Yaco per guidare una Toyota Corolla. Radermecker ha vinto il campionato davanti a Schläppi.
Nel 2016 il campionato ha perso il supporto dell'ADAC, che ha preferito fondare un nuovo campionato riservato alle vetture con specifiche TCR, l'ADAC TCR Germany Touring Car Championship. Il campionato è stato quindi rinominato Deutscher Tourenwagen Cup e riorganizzato in tre classi: Superproduction, riservata a vetture con specifiche Super 2000 o Super 1600, e Production 1 e Production 2, riservate a varie vetture da coppa. Questa sarà tuttavia la prima e ultima stagione della Deutscher Tourenwagen Cup in quanto il campionato, ormai soffocato dall'ADAC TCR Germany Touring Car Championship, ha annunciato lo scioglimento a pochi giorni dell'inizio della stagione 2017 per mancanza di iscritti.

## Formato
Attualmente le ADAC Procar Series sono state il campionato tedesco più importante nel quale vengono schierate auto con specifiche Super 2000. Per aumentare il numero di partecipanti e promuovere la crescita dei giovani piloti sono state introdotte la Divisione 2 e la Divisione 3 (la Divisione 1 è riservata alle auto con specifiche Super 2000). Erano autorizzate anche auto con specifiche BTCC.

## Sistema di punteggio
| Posizione | 1ª | 2ª | 3ª | 4ª | 5ª | 6ª | 7ª | 8ª |
| Punti     | 10 | 8  | 6  | 5  | 4  | 3  | 2  | 1  |

## Albo d'oro

### Divisione 1
| Stagione | Campione            | Auto                   | Scuderia                 |
| -------- | ------------------- | ---------------------- | ------------------------ |
| 1995     | Mario Hebler        | Renault Clio Williams  | Arkenau Motorsport       |
| 1996     | Jürgen Hohenester   | Volkswagen Golf GTI    | Hohenester Motorsport    |
| 1997     | Jürgen Hohenester   | Volkswagen Golf GTI    | Hohenester Motorsport    |
| 1998     | Thomas Winkelhock   | BMW 320i               | Brinkmann Motorsport     |
| 1999     | Jürgen Hohenester   | Volkswagen Golf GTI    | Hohenester Motorsport    |
| 2000     | Franz Engstler      | BMW 320i               | Bertrand Schäfer Racing  |
| 2001     | Markus Gedlich      | BMW 320i               | Schubert Motors          |
| 2002     | Thomas Klenke       | Ford Focus             | Hotfiel Sport            |
| 2003     | Claudia Hürtgen     | BMW 320i               | Schubert Motors          |
| 2004     | Claudia Hürtgen     | BMW 320i               | Schubert Motors          |
| 2005     | Mathias Schläppi    | MG ZS                  | Maurer Motorsport        |
| 2006     | Vincent Radermecker | Chevrolet Lacetti      | Maurer Motorsport        |
| 2007     | Franz Engstler      | BMW 320i               | Engstler Motorsport      |
| 2008     | Philip Geipel       | Toyota Auris           | TFS Yaco Racing          |
| 2009     | Remo Friberg        | BMW 320i               | Liqui Moly Team Engstler |
| 2010     | Roland Hertner      | BMW 320si              | Liqui Moly Team Engstler |
| 2011     | Johannes Leidinger  | BMW 320si              | Liqui Moly Team Engstler |
| 2012     | Jens Guido Weimann  | BMW 320si              | Thate Motorsport         |
| 2013     | Jens Guido Weimann  | BMW 320si              | Thate Motorsport         |
| 2014     | Heiko Hammel        | Ford Fiesta ST         | Wolf Racing              |
| 2015     | Fredrik Lestrup     | Mini John Cooper Works | Besapalast Team Dombek   |
| 2016     | Milenko Vuković     | Audi A3 Sedan          | Vuković Motorsport       |

### Divisione 2
| Stagione | Campione          | Auto                   | Scuderia                   |
| -------- | ----------------- | ---------------------- | -------------------------- |
| 2003     | Florian Gruber    | Volkswagen Lupo GTI    | H&R Spezialfedern          |
| 2004     | Kai Jordan        | Volkswagen Lupo GTI    | RSG Wolfsburg              |
| 2005     | Guido Thierfelder | Citroën Saxo VTS       | ETH Tuning                 |
| 2006     | Guido Thierfelder | Citroën Saxo VTS       | ETH Tuning                 |
| 2007     | Thomas Mühlenz    | Citroën Saxo VTS       | Citroën Ravenol Team       |
| 2008     | Christopher Mies  | Ford Fiesta ST         | Leipert Motorsport         |
| 2009     | Guido Thierfelder | Peugeot 207            | ETH Tuning                 |
| 2010     | Guido Thierfelder | Peugeot 207            | ETH Tuning                 |
| 2011     | Nils Mierschke    | Ford Fiesta ST         | Rhino's Leipert Motorsport |
| 2012     | Guido Thierfelder | Peugeot 207            | ETH Tuning                 |
| 2013     | David Griessner   | Peugeot 207            | ETH Tuning                 |
| 2014     | Alexander Rambow  | Peugeot 207            | ETH Tuning                 |
| 2015     | Ralf Glatzel      | Ford Fiesta            | Glatzel Racing             |
| 2016     | Dirk Lauth        | Mini John Cooper Works | Mini Racing Team           |

### Divisione 3
| Stagione | Campione          | Auto                             | Scuderia                        |
| -------- | ----------------- | -------------------------------- | ------------------------------- |
| 2006     | Martin Zondler    | Volkswagen Golf TDI              | H&R Spezialfedern               |
| 2007     | Kai Jordan        | Volkswagen Golf TDI              | RSG Wolfsburg H&R Spezialfedern |
| 2008     | Uwe Reich         | Alfa Romeo 147 JTD               | Schlaug Motorsport              |
| 2009     | Matthias Schläppi | Renault Clio RS                  | Schläppi Racing Team            |
| 2010     | Andreas Kast      | Renault Clio RS                  | K&K Motorsport                  |
| 2014     | Steve Kirsch      | Mini John Cooper Works Challenge | Frensch Power Motorsport        |
| 2015     | Steve Kirsch      | Mini John Cooper Works Challenge | Frensch Power Motorsport        |
| 2016     | Pavel Lefterov    | Volkswagen Scirocco R            | Konrad Motorsport               |